# Jean-Pierre Melville
Jean-Pierre Melville, nato Jean-Pierre Grumbach (Parigi, 20 ottobre 1917 – Parigi, 2 agosto 1973), è stato un regista, sceneggiatore, produttore cinematografico e attore francese, maestro del noir e del poliziesco nel suo Paese.

## Biografia
Jean-Pierre Melville nacque a Parigi il 20 ottobre del 1917 in una famiglia ebraica ashkenazita originaria dell'Alsazia. Uomo introverso e dalla personalità complessa e scontrosa, appassionato sin dall'infanzia di cinema, maturò una profonda ammirazione per la cultura statunitense, tanto da assimilarne atteggiamenti feticistici per il resto della sua vita.
Durante la seconda guerra mondiale combatté nelle file della resistenza francese sotto il nome di battaglia di Melville, in onore dello scrittore e poeta statunitense Herman Melville (e che in seguito adotterà legalmente come cognome), collaborando poi attivamente all'Operazione Dragoon, ovvero lo sbarco delle truppe alleate nella Francia meridionale. Le sue esperienze belliche saranno poi riversate nel film L'armata degli eroi (1969), trasposizione cinematografica di un romanzo del 1943 di Joseph Kessel.

### Gli inizi nel cinema
Al termine del conflitto, Melville cercò di ottenere dal Sindacato dei Tecnici una tessera di assistente-tirocinante per poter diventare un regista cinematografico. Rivelatisi però infruttuosi i suoi numerosi tentativi d'introdursi nel mondo della celluloide, decise alla fine di operare in completa autonomia, finanziando di tasca propria i suoi film.
Dopo un primo cortometraggio in 16 mm, l'esordio cinematografico vero e proprio avvenne nel 1947 con Il silenzio del mare, tratto dall'omonimo romanzo di Vercors. La povertà di mezzi, così come la sua rocambolesca produzione, non minarono però il notevole esito della pellicola che gli diede subito fama di intellettuale, specialista di trasposizioni letterarie, al punto che lo stesso Jean Cocteau in persona lo richiederà espressamente per adattare sullo schermo il suo romanzo I ragazzi terribili nel 1950.
Bob il giocatore (1956) fu il suo primo film noir, che risentì fortemente dell'influenza dei capisaldi del genere, quali Giungla d'asfalto (1950) di John Huston, La fiamma del peccato (1944) di Billy Wilder, Rififi (1954) di Jules Dassin e Grisbì (1954) di Jacques Becker.

### Studi Jenner e rapporti con la Nouvelle Vague
Nel medesimo periodo, Melville acquistò alcuni magazzini abbandonati in Rue Jenner, al fine di adibirli a teatri di posa per le riprese in interni delle sue pellicole, che utilizzerà fino al 1967, anno in cui un incendio ne causò la distruzione. Creò così, nel cuore della capitale francese, un piccolo e anomalo caso di indipendenza produttiva, piuttosto audace per l'epoca ma molto ben organizzata, che suscitò l'ostilità corporativa delle istituzioni cinematografiche francesi.
Fu ben presto considerato un precursore dai giovani registi emergenti della Nouvelle Vague, come François Truffaut, Jean-Luc Godard, che lo chiamò simbolicamente a interpretare il ruolo dello scrittore Parvulesco in Fino all'ultimo respiro (1959), e Claude Chabrol, che in lui apprezzarono particolarmente anche lo stile registico aderente alla realtà (molte riprese in esterni, budget ridotti, utilizzo di attori semisconosciuti, rifiuto del maquillage).
Dopo l'insuccesso del suo secondo film noir, l'atipico e "semidocumentaristico" Le jene del quarto potere (1959), da lui anche interpretato, Melville cominciò a virare verso una diversa tipologia di cinema, "classico" e astratto allo stesso tempo, ma sempre più destinato a un vasto pubblico, che lo allontanerà gradualmente dal movimento, finché nel 1968, sentendosene concettualmente sempre più estraneo, interruppe polemicamente i rapporti attirandosi un prolungato ostracismo da parte dei Cahiers du cinéma e della critica ad essa collegata.

### La svolta
Léon Morin, prete (1961) introduce tali mutamenti di prospettiva in quanto finanziato e distribuito secondo canoni industriali e interpretato da divi affermati come Jean-Paul Belmondo.
Pervaso da una riflessione irrisolta su laicismo e religione, vi affiorano i primi rimandi significativi al cinema di Robert Bresson che tanta importanza avrà successivamente per l'autore.
Ritornò con successo al noir dirigendo Lo spione (1962) e Lo sciacallo (1963), attraverso i quali sviluppò ulteriormente alcune peculiarità stilistiche, quali l'atmosfera priva di speranza (derivata dall'hard boiled), la geometria dell'intreccio e l'espressione idealizzata della centralità maschile (spesso erroneamente scambiata per misoginia).

### Le vette artistiche
Tutte le ore feriscono... l'ultima uccide (1966) con Lino Ventura protagonista, è un eccellente noir, secco e amaro, in cui la forma minimalista e il rigore dei toni raggiungono una piena maturità artistica e stilistica.
Crescono i temi distintivi: l'apparente assenza di motivazioni nelle azioni dei personaggi, il codice di lealtà dei suoi antieroi, la prevalenza degli aspetti psicologici e spirituali sul ritmo narrativo, il confronto-scontro tra malavitosi e poliziotti in un intricato gioco di alter ego. Dall'interno delle predeterminate strutture del genere, Melville inizia così un percorso di innovazione linguistica, sottile ma incisivo.
Frank Costello faccia d'angelo (1967), è considerato il suo capolavoro. Vi «si concentrano tutti gli elementi dell'universo melvilliano con una tale secchezza di stile e perfezione, da creare un universo dalla bellezza implacabile e glaciale». Lo spietato e nichilistico mondo del milieu viene ritratto in maniera spoglia ed astratta, e le sinossi tipiche del polar si svolgono in un clima rarefatto e con scansioni da tragedia greca.
La pellicola segna inoltre l'avvio del rapporto professionale del regista con Alain Delon, interprete esemplare dei personaggi melvilliani, rassegnati ad un destino fatale ma al contempo fieri e solidali. E Alain Delon sarà un vero amico per Melville,il quale alla sua morte lasciò molto debiti,che saranno pagati proprio da Delon .
L'armata degli eroi (1969), originale film bellico accolto in maniera discordante e accusato di essere pro-gollista, contiene reminiscenze autobiografiche del periodo resistenziale. Il risultato è un modello cinico ed antiretorico della guerra partigiana non scevro dal raccontare episodi crudeli e realistici.
I senza nome (1970) è l'opera di maggior successo di Melville, summa-testamento della sua filosofia cinematografica basata sul determinismo. Polar impostato quasi come se fosse un western, grazie a una sceneggiatura meticolosa, a un ottimo cast e a un uso sapiente del colore e della colonna sonora, il cineasta riesce a equilibrare la naturale tendenza allo schematismo. Nella continua ricerca dell'essenzialità perfetta, la sua maestria e coerenza formale raggiungono qui il proprio apice. Rivalutato anche dagli esperti dopo più di un decennio d'oblio, I senza nome è oggi universalmente riconosciuto come una pellicola di culto del cinema poliziesco.

### Ultimo periodo
L'ultima pellicola, considerata dalla critica solo parzialmente riuscita, ma in realtà un altro fulgido esempio di freddo e inesorabile noir francese, è Notte sulla città (1972), amaro apologo sulla vendetta e sulla giustizia, con protagonista Alain Delon nelle vesti del commissario Coleman, affiancato da Richard Crenna, Riccardo Cucciolla, Michael Conrad e Catherine Deneuve. Il tiepido riscontro al botteghino e il poco entusiasmo della critica rappresentarono una cocente delusione per l'autore parigino.
Mentre stava lavorando alla sceneggiatura del suo film successivo, morì improvvisamente il 2 agosto del 1973 in seguito a una crisi cardiaca sopraggiunta durante le riprese di una cena in un hotel della capitale. Il suo corpo venne tumulato nel cimitero parigino di Pantin.

## Rivalutazione critica ed ascendenze
Artista solitario e controverso, maniacale controllore di tutte le fasi della lavorazione (curava operativamente persino il montaggio alla moviola), Melville è stato largamente incompreso dalla critica specializzata che non lo valorizzò mai adeguatamente.
In seguito ad alcuni omaggi, come Driver l'imprendibile (1978) di Walter Hill, e studi inediti, è stato ampiamente riconsiderato fino alla consacrazione come uno dei più importanti innovatori della settima arte. Un contributo fondamentale alla riscoperta è stato fornito negli anni novanta da alcuni registi delle nuove generazioni cimentatisi nel “polar” (soprattutto americani ed asiatici), debitori dichiarati del suo singolare cinema. Tra questi vanno ricordati Michael Mann (Heat - La sfida, 1995), Quentin Tarantino (Le iene, 1992), Takeshi Kitano (Sonatine, 1993), John Woo (The Killer, 1989), Jim Jarmusch (Ghost Dog - Il codice del samurai  1999) e Wim Wenders.

## Filmografia

### Regista
- Vingt-quatre heures de la vie d'un clown – cortometraggio (1945)
- Il silenzio del mare (Le silence de la mer) (1947)
- I ragazzi terribili (Les enfants terribles) (1950)
- Labbra proibite (Quand tu liras cette lettre) (1953)
- Bob il giocatore (Bob le flambeur) (1955)
- Le jene del quarto potere (Deux hommes dans Manhattan) (1959)
- Léon Morin, prete (Léon Morin, prêtre) (1961)
- Lo spione (Le doulos) (1962)
- Lo sciacallo (L'aîné des Ferchaux) (1963)
- Tutte le ore feriscono... l'ultima uccide (Le deuxième souffle) (1966)
- Frank Costello faccia d'angelo (Le Samouraï) (1967)
- L'armata degli eroi (L'armée des ombres) (1969)
- I senza nome (Le cercle rouge) (1970)
- Notte sulla città (Un flic) (1972)

### Attore
- Fino all'ultimo respiro (À bout de souffle), regia di Jean-Luc Godard (1959)
- Le jene del quarto potere (Deux hommes dans Manhattan), regia di Jean-Pierre Melville (1959)